# Bartolini
Bartolini je priimek več oseb:    
- Domenico Bartolini, italijanski rimskokatoliški kardinal
- Onofrio Bartolini de’ Medici, italijanski rimskokatoliški nadškof